# Årås
Årås este o localitate din comuna Austrheim, provincia Hordaland, Norvegia, cu o suprafață de 0,64 km² și o populație de 603 locuitori (2013).